# Hobson City, Alabama
Hobson City là một thị trấn thuộc quận Calhoun, tiểu bang Alabama, Hoa Kỳ. Dân số năm 2009 là 871 người, mật độ đạt 323 người/km².